# Rüfai-Tekke
Die Rüfai-Tekke (albanisch Teqeja e Rufaive) ist eine Tekke in der mittelalbanischen Stadt Berat, die dem
Sufiorden der Rifai gewidmet ist. Das Gebäude ist ein historisches Kulturdenkmal der Republik Albanien.
Die Tekke wurde im 18. Jahrhundert nach 1785 von Ahmet Kurt Pascha errichtet und vom Derwischorden der Rifai als Kloster genutzt. Sie wird auch als Tekke von Scheich Riza bezeichnet.